# Grammy Awards 1966
La 8ª edizione dei Grammy Awards si è svolta il 15 marzo 1966.

## Vincitori e candidati

### Categorie principali

#### Registrazione dell'anno
- A Taste of Honey - Herb Alpert & The Tijuana Brass; Herb Alpert e Jerry Moss (produttori)
- Yesterday - The Beatles; George Martin (produttore)
- The 'In' Crowd - Ramsey Lewis; Esmond Edwards (produttore)
- King of the Road - Roger Miller; Jerry Kennedy (produttore)
- The Shadow Of Your Smile - Tony Bennett; Al Stanton ed Ernie Altschuler (produttori)

#### Canzone dell'anno
- The Shadow Of Your Smile, scritta da Pail Francis Webster e Johnny Mandel, cantata da Tony Bennett
- I Will Wait For You, scritta da Michel Legrand, Norman Gimbel e Jacques Demy, cantata da Connie Francis
- The September Of My Years, scritta da Jimmy Van Heusen e Sammy Cahn, cantata da Frank Sinatra
- Yesterday, scritta John Lennon e Paul McCartney, cantata dai The Beatles
- King of the Road, scritta e cantata da Roger Miller

#### Album dell'anno
- September of My Years - Frank Sinatra; Sonny Burke (produttore)[1]
- Help! - The Beatles; George Martin (produttore)
- My Name Is Barbra - Barbra Streisand; Bob Mersey (produttore)
- My World - Eddy Arnold; Chet Atkins (produttore)
- The Sound Of Music (Motion Picture Soundtrack) - Artisti Vari; Julie Andrews (artista); Neely Plumb (produttore)

#### Miglior artista esordiente
- Tom Jones
- The Byrds
- Herman's Hermits
- Horst Jankowski
- Marilyn Maye
- Sonny & Cher
- Glenn Yarbrough

### Pop

#### Miglior interpretazione contemporanea vocale femminile
- Barbra Streisand - My Name Is Barbra
- Petula Clark - Downtown
- Jackie DeShannon - What the World Needs Now is Love
- Astrud Gilberto - The Astrud Gilberto Album
- Nancy Wilson - Gentle Is My Love

#### Miglior interpretazione contemporanea vocale maschile
- Frank Sinatra - It Was a Very Good Year
- Glenn Yarbrough - Baby the Rain Must Fall
- Roger Miller - King Of The Road
- Tony Bennett - The Shadow of Your Smile
- Paul McCartney - Yesterday

#### Miglior interpretazione contemporanea vocale di un gruppo/duo
- The Statler Brothers - Flowers on the Wall
- The Beatles - Help!
- Herman's Hermits - Mrs. Brown, You've Got a Lovely Daughter
- Sam the Sham and the Pharaohs - Wooly Bully
- The Supremes - Stop! In the Name of Love

#### Miglior interpretazione strumentale
- Herb Alpert - A Taste of Honey
- Neal Hefti - Girl Talk
- Henry Mancini - The Great Race
- Horst Jankowski - Walk in the Black Forest
- Chet Atkins - Yakety Axe

### R&B

#### Miglior registrazione R&B
- Papa's Got a Brand New Bag - James Brown